# Golden Joystick Awards

Nagroda Golden Joystick

Golden Joystick Awards – druga najstarsza ceremonia wręczania nagród grom komputerowym, podczas których przyznawane są nagrody dla najlepszych tytułów w danym roku według graczy. Początkowo nagrody przyznawano tylko produkcjom na komputery osobiste, jednak później zaczęto rozdawać je także grom na konsole. Pierwsza edycja odbyła się w 1983 roku, a jej organizatorem był miesięcznik „Computer and Video Games”.

## Zwycięzcy

### 1983
| Kategoria                    | Zwycięzca              | 2. miejsce       | 3. miejsce      | 4. miejsce |
| ---------------------------- | ---------------------- | ---------------- | --------------- | ---------- |
| Gra roku                     | Jetpac                 | The Hobbit       | Manic Miner     | Arcadia    |
| Najlepsza gra w stylu arcade | Manic Miner            | Penetrator       | Arcadia         | Zalaga     |
| Najbardziej oryginalna gra   | Ah Diddums             | Psst!            | Ant Attack      | Splat      |
| Najlepsza gra strategiczna   | The Hobbit             | Football Manager | Planet Invasion | Chess      |
| Najlepszy twórca gier        | Ultimate Play the Game | Melbourne House  | Imagine         | Liamasoft  |

### 1984
| Kategoria                    | Zwycięzca                  | 2.miejsce       | Wyróżnienie                       |
| ---------------------------- | -------------------------- | --------------- | --------------------------------- |
| Gra roku                     | Knight Lore                | Ghostbusters    | Avalon, Impossible Mission        |
| Najlepszy twórca gier        | Ultimate Play the Game     | Beyond          | Hewson Consultants/MicroGen       |
| Najbardziej oryginalna gra   | Elite                      | Deus Ex Machina | Ancipital, Pyjamarama             |
| Najlepsza gra przygodowa     | Claymorgue Castle          | Erik the Viking | Eureka, Tir Na Nog                |
| Najlepsza gra strategiczna   | Lords of Midnight          | Beach Head      | Battle for Midway, Nato Commander |
| Najlepsza gra w stylu arcade | Daley Thompson's Decathlon | Boulderdash     | Monty Mole, Starstrike            |
| Najlepsi programiści         | Ultimate Team              | Mike Singleton  | Tony Crowther, Acornsoft          |

### 1985
| Kategoria                       | Zwycięzca                 | 2. miejsce                                  |
| ------------------------------- | ------------------------- | ------------------------------------------- |
| Gra roku                        | Way of the Exploding Fist | Elite, Summer Games II                      |
| Producenci Software roku        | Melbourne House           | U.S. Gold, Elite Systems, Firebird Software |
| Najbardziej oryginalna gra roku | Little Computer People    | Spy vs. Spy, Paradroid                      |
| Przygodowa gra roku             | Red Moon                  | Gremlins, Bored of the Rings                |
| Strategiczna gra roku           | Theatre Europe            | Shadowfire, Battle of Britain               |
| Gra roku w stylu arcade         | Commando                  | Hyper Sports, Dropzone                      |
| Programista roku                | Stephen Crow              | Jeff Minter, Andrew Braybrook, Bo Jangeborg |

### 1988
| Kategoria                              | Zwycięzca        | 2. miejsce            | Wyróżnienie       |
| -------------------------------------- | ---------------- | --------------------- | ----------------- |
| Gra roku                               | Outrun           | Last Ninja            | Renegade          |
| Przygodowa gra roku                    | Guild of Thieves | Knight Orc            | Shadows of Mordor |
| Programista roku                       | Jon Ritman       | Andrew Braybrook      | –                 |
| Najlepsza gra oryginalna               | Nebulus          | Wizzball              | Driller           |
| Najlepsza gra arcade roku              | Outrun           | Renegade              | Bubble Bobble     |
| Najlepsza gra strategiczna roku        | Vulcan           | Defender of the Crown | Annals of Rome    |
| Najlepsza wytwórnia gier komputerowych | US Gold          | Ocean                 | Elite             |

### 2011
| Kategoria                           | Zwycięzca                      |
| ----------------------------------- | ------------------------------ |
| Najlepsza gra akcji                 | Assassin’s Creed: Brotherhood  |
| Najlepsza gra na urządzenia mobilne | Angry Birds Rio                |
| Najlepsze RPG                       | Fallout: New Vegas             |
| Najlepsze MMO z abonamentem         | World of Warcraft              |
| Najlepsza bijatyka                  | Mortal Kombat                  |
| Najlepsza gra wyścigowa             | Gran Turismo 5                 |
| Najlepsza strategia                 | StarCraft II: Wings of Liberty |
| Najlepsza gra sportowa              | FIFA 11                        |
| Najlepsza gra muzyczna              | Guitar Hero: Warriors of Rock  |
| Najlepsza gra free-to-play          | League of Legends              |
| Najlepsza gra do pobrania           | Minecraft                      |
| Najlepsza strzelanka                | Call of Duty: Black Ops        |
| Najbardziej oczekiwana              | The Elder Scrolls V: Skyrim    |
| Innowacja roku                      | Nintendo 3DS                   |
| Wybitne osiągnięcie                 | Sonic The Hedgehog             |
| Najlepsza gra roku                  | Portal 2                       |

### 2012
| Kategoria                           | Zwycięzca                               |
| ----------------------------------- | --------------------------------------- |
| Najlepsza strzelanka                | Battlefield 3                           |
| Najlepsza przygodowa gra akcji      | Batman: Arkham City                     |
| Najlepsza gra do pobrania           | Minecraft                               |
| Najlepsza bijatyka                  | Mortal Kombat Komplete Edition          |
| Najlepsza gra przeglądarkowa        | Slender: The Eight Pages                |
| Najlepsza gra na konsolę przenośną  | Uncharted: Złota Otchłań                |
| Najlepszy moment                    | Skyrim: Throat of the World             |
| Najlepsze DLC                       | Portal 2's Perpetual Testing Initiative |
| Najbardziej oczekiwana gra          | Grand Theft Auto V                      |
| Najlepsze MMO                       | World of Tanks                          |
| Najlepsza gra na urządzenia mobilne | Angry Birds Space                       |
| Najlepsza gra wyścigowa             | Forza 4                                 |
| Najlepsze RPG                       | The Elder Scrolls V: Skyrim             |
| Najlepsza gra sportowa              | FIFA 12                                 |
| Najlepsza strategia                 | Civilization V: Bogowie i królowie      |
| Najlepsza gra roku                  | The Elder Scrolls V: Skyrim             |
| Nagroda YouTube Gamer               | The Yogscast                            |
| Wybitne osiągnięcie                 | FIFA                                    |

### 2013
| Kategoria                          | Zwycięzca                               |
| ---------------------------------- | --------------------------------------- |
| Najlepsza nowa marka               | The Last of Us                          |
| Najbardziej wyczekiwany produkt    | Wiedźmin 3: Dziki Gon                   |
| Najlepsza gra niezależna           | Mark of the Ninja                       |
| Najlepsza oprawa wizualna          | BioShock Infinite                       |
| Najlepszy tryb wieloosobowy        | Payday 2                                |
| Najlepszy moment w grze            | Far Cry 3: „The Definition of Insanity” |
| Studio roku                        | Naughty Dog                             |
| Innowacja roku                     | Oculus Rift                             |
| Najlepiej przedstawiona opowieść   | The Last of Us                          |
| Najlepsza gra sieciowa             | World of Tanks                          |
| Najlepsza gra na konsole przenośne | Assassin’s Creed III: Liberation        |
| Nagroda YouTube Gamer Awards       | The Yogscast                            |
| Najlepsza platforma do grania      | Steam                                   |
| Najlepsza gra na komórki/tablety   | XCOM: Enemy Unknown                     |
| Gra roku                           | Grand Theft Auto V                      |
| Galeria sław                       | Call of Duty                            |
| Nagroda za dorobek twórczy         | Ken Levine                              |

### 2014
| Kategoria                          | Zwycięzca                                |
| ---------------------------------- | ---------------------------------------- |
| Najbardziej wyczekiwany produkt    | Wiedźmin 3: Dziki Gon                    |
| Najlepsza gra niezależna           | DayZ                                     |
| Najlepsza oprawa wizualna          | Assassin’s Creed IV: Black Flag          |
| Najlepszy tryb wieloosobowy        | Battlefield 4                            |
| Najlepszy moment w grze            | The Last of Us: Left Behind – „The kiss” |
| Studio roku                        | Ubisoft Montreal                         |
| Innowacja roku                     | Oculus Rift DK2                          |
| Najlepiej przedstawiona opowieść   | The Last of Us: Left Behind              |
| Najlepsza gra sieciowa             | Hearthstone: Heroes of Warcraft          |
| Najlepsza gra na konsole przenośne | Pokémon X i Y                            |
| Najczęściej grana gra              | Rust                                     |
| Najlepsza platforma do grania      | Steam                                    |
| Najlepsza gra na komórki/tablety   | Hearthstone: Heroes of Warcraft          |
| Gra roku                           | Dark Souls II                            |
| Nagroda za dorobek twórczy         | Hideo Kojima                             |
| Najlepsza oprawa dźwiękowa         | Assassin’s Creed IV: Black Flag          |
| Osobowość roku                     | PewDiePie                                |

### 2015
| Kategoria                                 | Zwycięzca                                                          |
| ----------------------------------------- | ------------------------------------------------------------------ |
| Gra roku                                  | Wiedźmin 3: Dziki Gon                                              |
| Studio roku                               | CD Projekt RED                                                     |
| Najlepsza fabuła                          | Wiedźmin 3: Dziki Gon                                              |
| Najlepszy projekt wizualny                | Wiedźmin 3: Dziki Gon                                              |
| Najlepszy moment w grze                   | Wiedźmin 3: Dziki Gon – wątek z Krwawym Baronem                    |
| Najlepszy nowy tytuł                      | Bloodborne                                                         |
| Najlepsze udźwiękowienie                  | Ori and the Blind Forest                                           |
| Gra, przy której spędzono najwięcej czasu | Grand Theft Auto V                                                 |
| Najlepszy multiplayer                     | Grand Theft Auto V                                                 |
| Najlepsza gra niezależna                  | Kerbal Space Program                                               |
| Najlepsza gra familijna                   | Splatoon                                                           |
| Innowacja roku                            | tryb FPP w Grand Theft Auto V                                      |
| Najlepsza gra na konsolę PlayStation      | Bloodborne                                                         |
| Najlepsza gra na konsolę Nintendo         | Splatoon                                                           |
| Najlepsza gra na konsolę Xbox             | Ori and the Blind Forest                                           |
| Najlepsza gra na urządzenia mobilne       | Fallout Shelter                                                    |
| Najlepsza rola                            | Ashly Burch jako Chloe w Life is Strange                           |
| Branżowa osobowość roku                   | PewDiePie                                                          |
| E-sportowa ikona roku                     | Anders Blume, komentator meczów w Counter-Strike: Global Offensive |
| Wybór krytyków                            | Metal Gear Solid V: The Phantom Pain                               |
| Nagroda ze rewolucję                      | Her Story                                                          |
| Platforma roku                            | Steam                                                              |
| Nagroda za całokształt osiągnięć          | Satoru Iwata                                                       |

### 2016[12]
| Nagroda                                           | Zwycięzca                                 |
| ------------------------------------------------- | ----------------------------------------- |
| Gra roku                                          | Dark Souls III                            |
| Najlepsza nowa marka                              | Overwatch                                 |
| Najlepsza historia                                | Wiedźmin 3: Dziki Gon - Krew i wino       |
| Najlepszy design graficzny                        | Wiedźmin 3: Dziki Gon - Krew i wino       |
| Najlepsza warstwa audio                           | Fallout 4                                 |
| Najlepsza gra wieloosobowa                        | Overwatch                                 |
| Najlepsza gra niezależna                          | Firewatch                                 |
| Innowacja roku                                    | Pokémon GO                                |
| Najlepszy moment w grze                           | gra w Overwatch                           |
| Najbardziej oczekiwana gra                        | Mass Effect: Andromeda                    |
| Osobowość YouTube’a                               | Jesse Cox                                 |
| Najlepsze studio roku                             | CD Projekt RED                            |
| Najlepsza platforma do gier                       | Steam                                     |
| Najlepszy występ w grze                           | Doug Cockle w Wiedźmin 3: Krew i wino     |
| Gra roku na konsole PlayStation                   | Uncharted 4: Kres złodzieja               |
| Gra roku na konsole Nintendo                      | The Legend of Zelda: Twilight Princess HD |
| Gra roku na PC                                    | Overwatch                                 |
| Gra roku na konsole Xbox                          | Rise of the Tomb Raider                   |
| Najlepsza gra w której liczy się współzawodnictwo | Overwatch                                 |
| Najlepsza akcja w rozgrywkach e-sportowych        | Coldzera – quad kill AWP na MLGColumbus   |
| Najlepsza gra mobilna                             | Pokémon GO                                |
| Osobowość roku na rynku gier                      | Sean Plott (Day[9])                       |
| Gra przełomowa                                    | Stardew Valley                            |
| Hall of Fame                                      | Lara Croft                                |
| Wybór krytyków                                    | Titanfall 2                               |

### 2020
| Nagroda                                             | Zwycięzca                                        |
| --------------------------------------------------- | ------------------------------------------------ |
| Gra roku                                            | The Last of Us Part 2                            |
| Studio roku                                         | Naughty Dog                                      |
| Nagroda krytyków                                    | Hades                                            |
| Najlepsza gra na PC                                 | Death Stranding'                                 |
| Najlepsza gra na konsole PlayStation                | The Last of Us Part 2'                           |
| Najlepsza gra na konsole Xbox                       | Ori and the Will of the Wisps'                   |
| Najlepsza gra na konsole Nintendo                   | Animal Crossing: New Horizons'                   |
| Najlepsza gra niezależna                            | Hades                                            |
| Najlepsza gra mobilna                               | Lego Builder’s Journey                           |
| Najlepsza gra wieloosobowa                          | Fall Guys: Ultimate Knockout'                    |
| Najlepsza gra rodzinna                              | Fall Guys: Ultimate Knockout                     |
| Najlepsza gra wciąż ciesząca się dużą popularnością | Minecraft                                        |
| Najlepsza gra e-sportowa                            | Call of Duty: Modern Warfare'                    |
| Najlepsza historia                                  | The Last of Us Part 2                            |
| Najlepsza oprawa wizualna                           | The Last of Us Part 2                            |
| Najlepsza warstwa audio                             | The Last of Us Part 2                            |
| Najlepsza społeczność gry                           | Minecraft                                        |
| Najlepsze rozszerzenie                              | No Man's Sky: Origins'                           |
| Najlepszy występ w grze                             | Sandra Saad jako Kamala Khan w Marvel’s Avengers |
| Gra przełomowa                                      | Among Us'                                        |
| Najbardziej wyczekiwana gra                         | God of War: Ragnarok                             |
| Wyjątkowy wkład w rozwój branży                     | The Gaming Industry                              |
| Najlepszy nowy streamer                             | iamBrandon                                       |
| Najlepszy sprzęt komputerowy do grania              | NVIDIA GeForce RTX 3080                          |